# 女流新人賞
女流新人賞（じょりゅうしんじんしょう）は、1958年、三枝佐枝子を編集長とする『婦人公論』を発表の場として中央公論社が新設した応募型新人文学賞。1956年創設の中央公論新人賞に続くもので、1997年第40回まで続いて廃止された。
第2回受賞作は、武智鉄二の妻だった、シナリオ作家の西村みゆきの「針のない時計」だったが、同作が『婦人公論』誌上に発表されると、部分的にウィリアム・フォークナーの作品と同じ文章があると指摘を受け、受賞が取り消され、二位だった南部きみ子の作品が受賞作となった。
第30回受賞の北原リエは元にっかつロマンポルノ女優であり、また第38回受賞（1995年）の「空を失くした日」は阪神・淡路大震災を描いて話題となった。

## 受賞作一覧
- 第1回（1958年） 有賀喜代子「子種」
- 第2回（1959年） 南部きみ子「流氷の街」
- 第3回（1960年） 田中阿里子「鱶」
- 第4回（1961年） 片岡稔恵「チャージ」
- 第5回（1962年） 宮尾登美子「連」（『影絵』所収）
- 第6回（1963年） 丸川賀世子「巷のあんばい」
- 第7回（1964年） 乾東里子「五月の嵐」
- 第8回（1965年） 帯正子「背広を買う」
- 第9回（1966年） 鈴木佐代子「証文」
- 第10回（1967年） 杜香織「雪花」
- 第11回（1968年） 山口年子「集塵」
- 第12回（1969年） 島さち子「存在のエコー」
- 第13回（1970年） 該当作なし
- 第14回（1971年） 来島潤子「眩暈」
- 第15回（1972年） 該当作なし
- 第16回（1973年） 稲葉真弓「蒼い影の傷みを」
- 第17回（1974年） 該当作なし
- 第18回（1975年） 該当作なし
- 第19回（1976年） 中山茅集子「蛇の卵」、山下智恵子「埋める」
- 第20回（1977年） 中山登紀子「舫いあう男たち」
- 第21回（1978年） 該当作なし
- 第22回（1979年） 野島千恵子「日暮れの前に」、伊藤光子「死に待ちの家」（のち編集工房旅と湯と風から刊行）
- 第23回（1980年） 該当作なし
- 第24回（1981年） 須山ユキヱ「延段」（菁柿堂より刊行）
- 第25回（1982年） 田口佳子「箱のうちそと」
- 第26回（1983年） 新田純子「飛蝶」（青弓社より刊行）
- 第27回（1984年） 村上章子「四月は残酷な月」
- 第28回（1985年） 田中千佳「マイブルー・ヘブン」、西本陽子「ひとすじの髪」
- 第29回（1986年） 北村満緒「五月の気流」、丸山史「ふたりぐらし」
- 第30回（1987年） 北原リエ「青い傷」
- 第31回（1988年） 朝比奈愛子「赤土の家」
- 第32回（1989年） 杉本晴子「ビスクドール」（『穴』読売新聞社所収）
- 第33回（1990年） 片山ゆかり「春子のバラード」（銀河書房より刊行）、舞坂あき「落日の炎」
- 第34回（1991年） 柏木抄蘭「ブッダの垣根」（『駱邏の女』所収、編集工房ノアより刊行）、酒井牧子「色彩のない風景」
- 第35回（1992年） 牧野節子「水族館」
- 第36回（1993年） 有砂悠子「定数」
- 第37回（1994年） 維住玲子「ブリザード」（中央公論社刊）
- 第38回（1995年） 岩橋昌美「空を失くした日」（同）
- 第39回（1996年） リンゼイ美恵子「答えて、トマス」（新風舎から刊行）
- 第40回（1997年） 矢口敦子「人形になる」（中央公論社刊）